# Depālpur
Depālpur är en ort i Indien.   Den ligger i distriktet Indore och delstaten Madhya Pradesh, i den centrala delen av landet, 700 km söder om huvudstaden New Delhi. Depālpur ligger 537 meter över havet och antalet invånare är 16 936.
Terrängen runt Depālpur är platt. Runt Depālpur är det ganska tätbefolkat, med 179 invånare per kvadratkilometer. Depālpur är det största samhället i trakten. Trakten runt Depālpur består till största delen av jordbruksmark.